# Джонні Галекі
Джон Марк Галекі, «Джонні» (англ. Johnny Galecki, читається [ˌgɑːlɛ́kiː]; *30 квітня 1975, Бельгія) — актор, відомий за роллю Леонарда в комедійному серіалі «Теорія великого вибуху».

## Вибрана фільмографія
| Рік         | Фільм                               | Роль               |
| ----------- | ----------------------------------- | ------------------ |
| 2011        | Час                                 | Борел              |
| 2007 — 2017 | Теорія великого вибуху (телесеріал) | Леонард Гофстедтер |
| 2008        | Хенкок                              | Джеремі            |
| 2001        | Ванільне небо                       | Пітер Браун        |
| 2000        | Чужий квиток                        | Сет                |
| 1997        | Містер Бін                          | байкер Стінго      |
| 1997        | Я знаю що ви зробили минулого літа  | Макс Норік         |
| 1992 — 1997 | Розанна                             | Девід Гілі         |
| 1989        | Різдвяні канікули                   | Расті Грізволд     |